# 1 Samodzielny Dywizjon Artylerii Przeciwlotniczej
1 Samodzielny Dywizjon Artylerii Przeciwlotniczej (1 sdapl) – pododdział artylerii przeciwlotniczej ludowego Wojska Polskiego.
17 lipca 1943 roku dowódca 1 Polskiej Dywizji Piechoty im. Tadeusza Kościuszki wydał rozkaz nr 043/org. powołujący 1 sdapl w/g radzieckiego etatu nr 08/588 w obozie wojskowym w Sielcach nad Oką.

## Formowanie i zmiany organizacyjne
Formowanie dywizjonu nieformalnie rozpoczęto w czerwcu 1943 roku tworząc w ramach 1 pułku artylerii lekkiej, baterię artylerii przeciwlotniczej. Po wydaniu rozkazu organizacyjnego na bazie wydzielonej z 1 pal, baterii, napływających ochotników i poborowych oraz byłych żołnierzy artylerii przeciwlotniczej z kampanii wrześniowej 1939 roku podjęto tworzenie dywizjonu. Zakwaterowano dywizjon na odcinku nr 2 obok 1 pułku artylerii lekkiej i 1 samodzielnego dywizjonu moździerzy. Sukcesywnie przybywających żołnierzy umundurowano, uzbrojono w broń strzelecką, a następnie przydzielono armaty i wielkokalibrowe karabiny przeciwlotnicze. Następnie sprzęt optyczny, kwatermistrzowski, transportowy i łączności. Podjęto intensywne szkolenie, brakowało doświadczonej kadry dowódczej oficerów i podoficerów. Przybyli oficerowie pochodzenia polskiego z Armii Czerwonej. Od 17 grudnia 1943 roku dywizjon został podporządkowany dowództwu 1 Korpusu Polskich Sił Zbrojnych w ZSRR.    

## Działania bojowe i walki 1 samodzielnego dywizjonu artylerii przeciwlotniczej
Pierwsze zadanie bojowe w ramach szkolenia dywizjon objął 31 sierpnia 1943 roku do pierwszych dni września prowadził osłonę przeciwlotniczej przepraw mostowych i pontonowych przez rzekę Okę oraz stacji kolejowej Diwowo w trakcie wymarszu 1 DP im. T. Kościuszki na front. 31 grudnia 1943 roku 1 sdapl osłaniał załadunek i odjazd ze stacji kolejowej Diwowo 2 DP. Następnie po zawagonowaniu został przewieziony do stacji kolejowej Poczynek na Smoleńszczyźnie w dniu 6 stycznia 1944 roku, którą osłaniał do 19 stycznia. W dniu 10 stycznia rejon stacji kolejowej był bombardowany przez lotnictwo niemieckie. Pomiędzy 20, a 27 stycznia dywizjon sukcesywnie bateriami przegrupował się do rejonu wsi Łaptiewo, Piworsko, Płoskoje Słoboda osłaniając sztab 1 KPSZ w ZSRR i Brygadę Artylerii. Prowadzone jest w dalszym ciągu szkolenie bojowe dywizjonu. 23 marca 1 sdapl bez 2 baterii wysłanej wcześniej, został załadowany do transportu kolejowego ze stacji Poczynek i podjął podróż do rejonu Żytomierza miejsca koncentracji 1 Armii Polskiej. 7 kwietnia eszelon z dywizjonem dotarł do stacji węzła kolejowego w Darnicy i utkwił w zatorze. Od godz. 0.40 1 bateria wraz z plutonem pkm prowadzi obronę zgromadzonych transportów kolejowych ze stanowisk ogniowych na platformach. Odpieranie nalotu trwało do świtu 8 kwietnia. W walce strącono przez pododdziały dywizjonu dwa samoloty Ju-88, poległo 48 żołnierzy, a 55 zostało rannych, zniszczeniu uległy 2 armaty 37 mm i 1 pkm, pojazdy, sprzęt łączności i uzbrojenie. Od 12 kwietnia dywizjon rozlokowano w rejonie wsi Trojanów, Wolica i Siugury osłaniając sztab armii i brygadę artylerii. Od 11 maja 1944 roku 1 sdapl sukcesywnie wraz z osłanianymi sztabami i jednostkami przemieszcza się transportami kolejowymi w rejon Kiwerc. Stacjonuje w rejonie wsi Chopinów, Jeziory i Łyczki. W ramach uzupełnień przybywa 190 poborowych, ponadto jako wzmocnienie kadrowe do formowanej 1 Dywizji Artylerii Przeciwlotniczej przechodzi 7 oficerów i 29 podoficerów i szeregowych. W lipcu 1 sdapl wykonał marsz wieloetapowy pojazdami kołowymi w osłonie dowództwa i sztabu 1 Armii oraz innych jednostek z Wołynia, przez Chełm i Lublin w rejon wsi Bałtów w okolicach Ryk. W tym rejonie 29 lipca podczas postoju osłaniał sztab i artylerię armii, w wyniku odpartego nalotu zestrzelił 1 samolot Fw-190. Marszem kołowym zostaje dyslokowany nad Wisłę w rejon wsi Żabieniec, gdzie dotarł 8 sierpnia 1944 r. Tego dnia dywizjon poszczególnymi bateriami i plutonami zajął stanowiska ogniowe w rejonie miejscowości Skurcza, Tarnów, Holendry, Wilga osłaniając sztab armii i przeprawę mostową na przyczółek warecki. 3 bateria dywizjonu plot. uzbrojona w armaty kal. 85 mm najbardziej wysunięta do mostu prowadziła 8/9 sierpnia nocny bój, w wyniku którego strąciła 1 samolot He-111, tracąc w wyniku bombardowania 6 poległych, 11 rannych i 2 zaginionych żołnierzy. 10, 12, 13 i 16 sierpnia bateria 3 bierze udział w zwalczaniu nalotów lotnictwa wroga na przeprawy bez strat własnych i efektów, jest też ostrzeliwana przez artylerię niemiecką. Z uwagi na straty w celu reorganizacji 3 bateria została 24 sierpnia skierowana do Zadybia Starego dla osłony plot lotniska 1 pułku lotnictwa myśliwskiego "Warszawa". Nocą 6/7 września cały dywizjon został dyslokowany do obrony przeciwlotniczej stacji kolejowej Krzywda, gdzie znajdował się punkt wyładunku zaopatrzenia dla 1 Armii WP. Od 26 września podobne zadanie wykonywał 1 sdapl w rejonie stacji kolejowej Pilawa, bazy przeładowczej armii. W tym rejonie dywizjon kilkakrotnie prowadził ogień plot. do lotnictwa wroga, 3 bateria średniego kalibru (śk) 20 listopada zestrzeliła samolot He-111. 17 grudnia dywizjon dyslokowano do Miłosnej koło Warszawy. Od 11 do 13 lutego 1945 roku dywizjon wykonał marsz w ślad za 1 Armią po trasie Warszawa-Sochaczew-Kutno-Włocławek-Inowrocław-Bydgoszcz-Złotów. Na miejscu dywizjon osłaniał bazę przeładowczą i zaopatrzeniową armii, w tym magazyny, szpitale i inne urządzenia kwatermistrzowskie 1 Armii WP. 14 lutego zwiad dywizjonu stoczył potyczkę z grupą wojsk niemieckich, która wyłamała się z garnizonu Piła. 15 i 16 lutego 3 bateria śk prowadziła walkę artyleryjską z siłami wroga wspierając jednostki Armii Czerwonej przy likwidacji tej grupy. Od 22 lutego dywizjon ochraniał sztab armii w Wałczu, od 4 marca w Mirosławcu, od 6 marca w Złocieńcu, od 8 marca w Różankach, a od 11 marca w Gryficach. Prowadził akcję patrolową i pełnił służbę plot i wartowniczą. Od 28 marca osłaniał stację wyładowczą w Płotach, a 13 kwietnia osiągnął rejon Myśliborza. Od 20 kwietnia osłaniał lotnisko 1 plm "Warszawa". Następnie posuwając się w ślad za jednostkami I rzutowymi 1 AWP dywizjon maszerując 25 kwietnia, osiągnął 26 kwietnia Oranienburg osłaniając przeprawę jednostek armii przez kanał Hohenzollernów. 26, 28 kwietnia dywizjon prowadzi ogień do celów powietrznych i naziemnych na przyczółku za kanałem. W dniu 29 kwietnia 1945 r. dywizjon prowadzi  walkę z lotnictwem wroga strącając atakujące 2 Fw-190 i 2 Me-109. 2 maja 1 sdapl został przegrupowany do rejonu Velten, a 4 maja do Friezak, po czym ostatecznie w dniu 7 maja osiąga miejscowość Biesentahl. W tym miejscu dywizjon kończy działania wojenne.

## Struktura organizacyjna
Według etatu radzieckiego nr 08/588.
- dowództwo,
- sztab,
- pluton dowodzenia,
- 2 baterie artylerii przeciwlotniczej małokalibrowej x 4 armaty kal. 37 mm każda,
- bateria artylerii przeciwlotniczej średniokalibrowej x 4 armaty kal. 85 mm, 1 wkm kal. 12,7 DSzk,
- pluton karabinów maszynowych x 4 wkm kal. 12,7 mm DSzk,
- pluton zaopatrzenia bojowego,
- kwatermistrzostwo.

Stan etatowy: 30 oficerów, 99 podoficerów, 184 szeregowych, łącznie 313 żołnierzy. Wyposażenie 4 armaty kal. 85 mm, 8 armat kal. 37 mm, 5 wkm, 1 przyrząd centralny, 5 dalmierzy, 5 traktorów i 38 samochodów. 

## Żołnierze dywizjonu
Dowódca dywizjonu
- p.o. por./kpt. Kazimierz Witkowski (17 VII - 1 VIII 1943[1][9] )

- mjr/ppłk Włodzimierz Sokołowski (2 VIII 1943 - 17 V 1944[1])
- kpt. Kazimierz Witkowski (17 V 1944 - do końca wojny[1])

Szef sztabu
- kpt. Kazimierz Witkowski (2 VIII 1943 - 17 V 1944[1])
- por./kpt. Włodzimierz Downarowicz (17 V 1944 - 14 II 1945[1])
- kpt. Głoba (14 II 1945 - do końca wojny)

Zastępca ds. polityczno-wychowawczych
- por. Kazimierz Wolski (20 VII - XI 1943[1])
- por. Wrzos (XI - XII 1943[1])
- por./kpt. Julian Biełous (I - VI 1944[1])
- ppor./por. Jerzy Zakrzewski (VII 1944 - do końca wojny[1])

Odznaczeni Krzyżem Srebrnym Orderu Virtuti Militari
1. por. Iwan Kanonienko
2. kpr. Michał Kurczewski